# Tenkrát
CD Tenkrát, případně Tenkrát – Nostalgie 90. let, (2013) je kompilační album písničkáře Jaromíra Nohavici. O rok později bylo vydáno také ve verzi na vinylu 2LP.
Výběr Tenkrát vyšel u příležitosti Nohavicových šedesátin. Kompilaci sestavil a sleevenote napsal Jiří Černý. Dosud nepublikované dobové snímky dodal fotograf Martin Homola.

## Seznam skladeb
Autorem všech skladeb je Jaromír Nohavica (kromě: č. 1 – hudba Karel Plíhal a Jaromír Nohavica; č. 14 – text Jaromír Nohavica a Pavel Dobeš).
| Pořadí | Název                | Délka |
| ------ | -------------------- | ----- |
| 1.     | Mikymauz             | 3:37  |
| 2.     | Hrdina nebo dezertér | 3:05  |
| 3.     | Divocí koně          | 3:25  |
| 4.     | Zatímco se koupeš    | 3:12  |
| 5.     | Heřmánkové štěstí    | 3:50  |
| 6.     | Darmoděj             | 4:05  |
| 7.     | Bláznivá Markéta     | 2:15  |
| 8.     | Kometa               | 3:16  |
| 9.     | Těšínská             | 3:04  |
| 10.    | Dál se háže kamením  | 3:50  |
| 11.    | Petěrburg            | 3:06  |
| 12.    | Sudvěj               | 4:43  |
| 13.    | Přítel               | 3:33  |
| 14.    | Až to se mnu sekne   | 3:20  |
| 15.    | Muzeum               | 2:55  |
| 16.    | Sarajevo             | 2:42  |
| 17.    | Možná že se mýlím    | 3:41  |
| 18.    | Peklo a ráj          | 2:31  |
| 19.    | Píseň psaná na vodu  | 2:43  |